# John Bell (académico)
John Bell, DD foi um padre e académico do século XVI.
Bell formou-se BA pelo Trinity College, Cambridge; um Master of Arts (MA) e BD de Peterhouse, Cambridge, tornou-se um Fellow lá em 1554. Ele foi Master do Jesus College, Cambridge de 1579 a 1589, e decano de Ely de 1589 até à sua morte em 31 de outubro de 1591.